# العصا و الجزرة
«العصا و الجزرة» (بالإنجليزية: Carrot and Stick)‏ هي الحلقة الثانية للموسم السادس من مسلسل إيه إم سي التلفزيوني الدرامي من الأفضل الاتصال بسول، المسلسل يُعتبر بادئة من مسلسل اختلال ضال. تم بث الحلقة في 18 أبريل 2022 على قناة إيه إم سي بالولايات المتحدة. خارج الولايات المتحدة، تم عرض الحلقة لأول مرة على خدمة البث نتفليكس في عدة بلدان.

## الاستقبال

### التقييمات
شاهد الحلقة ما يقدر بنحو 1.16 مليون مشاهد خلال أول بث لها على إيه إم سي في 18 أبريل 2022.

## وصلات خارجية
- «العصا و الجزرة» على إيه إم سي (بالإنجليزية)
- «العصا و الجزرة» على قاعدة بيانات الأفلام على الإنترنت (بالإنجليزية)